# Bonifacio Agliardi (vescovo)
Bonifacio Agliardi (Bergamo, 20 maggio 1612 – Rovigo, 1º febbraio 1667) è stato un vescovo cattolico italiano.

## Biografia
Bonifacio Agliardi era figlio di Bonifacio e di Isotta Secco Suardo, entrambi facenti parte di importanti famiglie di Bergamo gli Agliardi e Secco Suardi. Rimase orfano di padre, paggio d'onore alla corte di Vincenzo I Gonzaga, a solo dodici anni. Questi fu anche capitano dei corazzieri a cavallo della Serenissima partecipando agli assedi di Gradisca; nel 1622 combatté agli ordini di Ambrogio Spinola nei Paesi Bassi morendo nel 1624 nell'assedio di Breda nelle Fiandre.
Ricevette una buona istruzione generale, la vicinanza con la famiglia Baschenis e in particolare con Evaristo Baschenis spiega l'interesse del giovane alla musica; scrisse infatti un saggio dove poneva il quesito se fosse più la musica o la letteratura a "giovare all'animo". Nel 1627, a quindici anni, entrò nel convento di Sant'Agata di Bergamo tra i chierici regolari teatini.
Il 7 febbraio 1647, con Clemente Rivola e l'agostiniano Donato Calvi, fondò l'Accademia degli Eccitati, associazione letterale che riunendosi ogni giovedì voleva promuovere attività letterarie col motto "Jacentes exitat". Proprio in questo ambito Bonifacio Agliardi scrisse alcune poesie, pubblicandole con gli pseudonimi "Accademico" e "Galiardi Francibono". Non furono però componimenti di valore letterario. Furono pubblicati nel 1665 i Saggi Sacri a Venezia.
Il capitolo generale dei chierici teatini riunitosi nel monastero di San Silvestro a Monte Cavallo di Roma, l'8 maggio 1653 lo nominò generale dell'ordine per un triennio, incarico che dovette lasciare quando nel 1655 fu nominato vescovo di Adria, probabilmente nei primi giorni del pontificato di papa Alessandro VII, anche se i cittadini bergamaschi l'avrebbero voluto vescovo di Bergamo. Tuttavia, come attestato dal Vaerini e dalle cronotassi di Adria, fu nominato vescovo di Adria il 2 agosto 1656, consacrato vescovo l'8 agosto e prese possesso della diocesi il 16 novembre 1656.
Vi sono due diverse indicazioni circa la sua data di morte: per Bortolo Belotti sarebbe il 1º febbraio 1667, contrariamente la diocesi riporterebbe il 1º febbraio 1666. Considerato che solo a marzo del 1667 fu consacrato suo successore Tommaso Retani si ritiene più esatta la data del Belotti. Molto probabilmente per malattia il vescovo si allontanò prima della sua morte.

## Genealogia episcopale
La genealogia episcopale è:
- Cardinale Guillaume d'Estouteville, O.S.B.Clun.
- Papa Sisto IV
- Papa Giulio II
- Cardinale Raffaele Riario
- Papa Leone X
- Papa Paolo III
- Cardinale Francesco Pisani
- Cardinale Alfonso Gesualdo
- Papa Clemente VIII
- Cardinale Pietro Aldobrandini
- Cardinale Laudivio Zacchia
- Cardinale Antonio Barberini, O.F.M.Cap.
- Cardinale Girolamo Colonna
- Cardinale Francesco Barberini
- Vescovo Bonifacio Agliardi

## Opere
Bonifacio Agliardi fu compositore di scritti:
- Fiori di passione apparecchiati alle delitie dell'anime oranti, Per Gioanni Sinibaldo, 1660.
- Oratione funebre nelle pubbliche essequie dell'ill.mo sig.r cauaglier F. Gio. Andrea Martinone gouernator della Galea di Bergamo nella guerra di Candia, 1645.
- Saggi sacri ed accademici della penna di D. Bonifacio Agliardi, Mognaga Francesco, 1649.
- Saggi sacri, ed accademici della penna di D. Bonifacio Agliardi Cher. Reg. Teat. Consagrati all'ill.mo, ed ecc.mo sig.re Aluise Da Mosto procurator di S. Marco, Marc'Antonio Rossi, 1648.
- Saggi sacri, ed accademici della penna di D. Bonifacio Agliardi ciher. reg. teat. consagrati all'illustriss. ed eccell. signore Alvise da Mosto procurator di S. Marco. Et in questa terza impressione accresciuti, Valvense, 1665.
- Il Mose di Facibonio Galiardi. Nuovamente impresso, e ricorretto e dedicato all'Illustrissimo Signor don Diego de Quiroga Faxardo, Terzani Ottavio & Pavese Bortolo, 1639.